# Bradyrrhoa adrianae
Bradyrrhoa adrianae is een vlinder uit de familie snuitmotten (Pyralidae). De wetenschappelijke naam is voor het eerst geldig gepubliceerd in 2002 door Asselbergs.
De soort komt voor in Europa.